# Nationale Akademie der Wissenschaften von Belarus

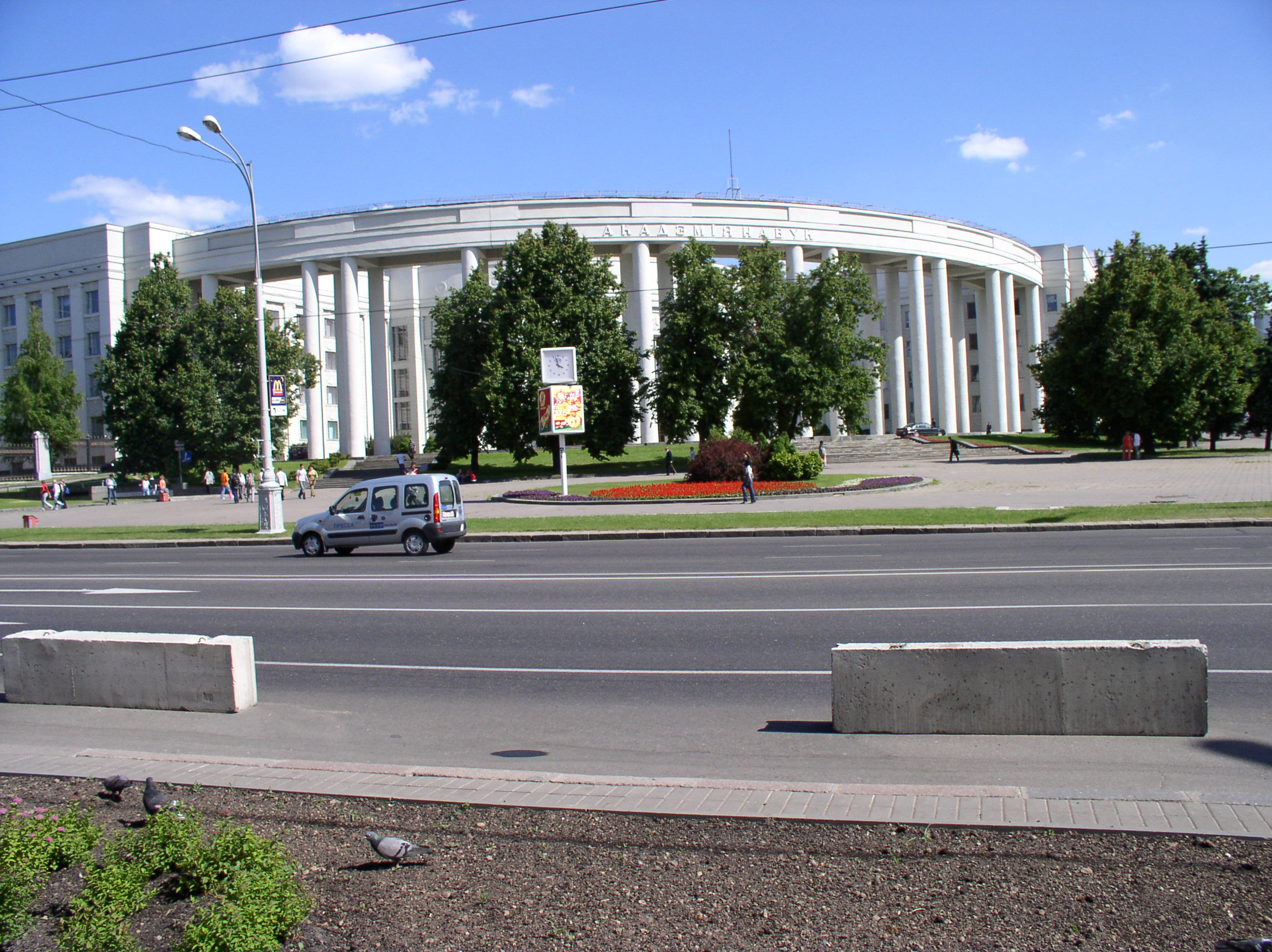

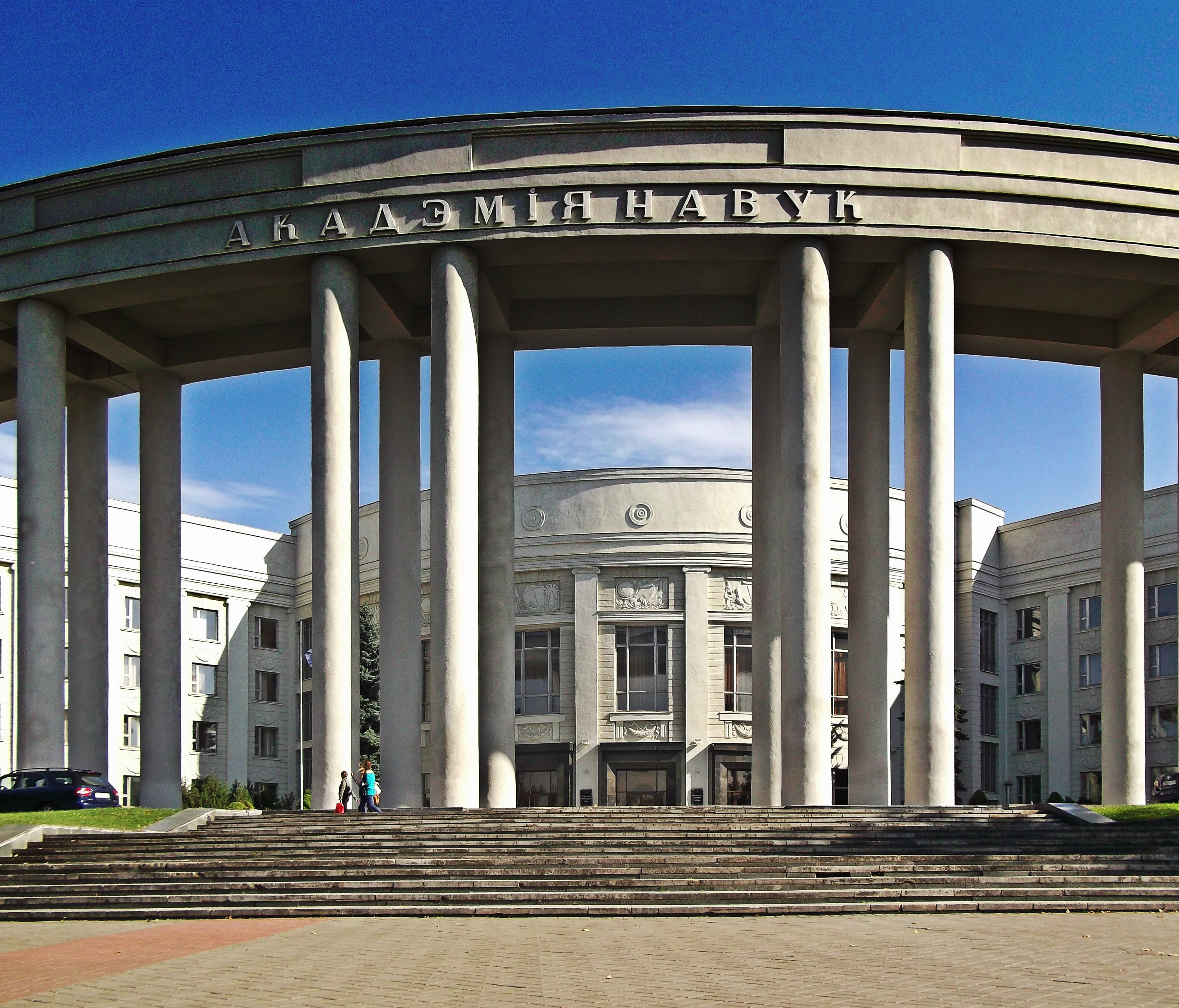

Die Nationale Akademie der Wissenschaften von Belarus (belarussisch Нацыянальная акадэмія навук Беларусі; russisch Национальная академия наук Беларуси, НАН Беларуси, НАНБ; englisch National Academy of Sciences of Belarus, NASB) ist eine staatliche Akademie der Wissenschaften in Belarus.

## Geschichte
Die Akademie wurde am 13. Oktober 1928 aus dem Belarussischen Kulturinstitut („Inbelkult“) heraus und mit staatlichem Dekret am 1. Januar 1929 offiziell gegründet; Gründungspräsident war der Historiker Usewalad Ihnatouski. Zwischen 1928 und 1936 firmierte sie als Belarussische Akademie der Wissenschaften, zwischen 1936 und 1991 als Akademie der Wissenschaften der belarussischen SSR und zwischen 1991 und 1997 als Akademie der Wissenschaften von Belarus.
Die Akademie war eine der führenden Wissenschaftsakademien in den ehemaligen Republiken der Sowjetunion. Seit 1997 beeinflusst der belarussische Präsident Aljaksandr Lukaschenka die Akademie mittels Dekreten in Struktur und Forschungsrichtung.

Die Akademie als höchste wissenschaftliche Institution Belarus schafft gegenwärtig die Forschungsbasis zum Bau des ersten Atomkraftwerks in Belarus.

## Organisation
Neben dem Hauptsitz der Belarussischen Akademie der Wissenschaften in Minsk sind zahlreiche Institute in Brest, Gomel, Hrodna, Mahiljou und Wizebsk angesiedelt.
Die Akademie ist in sieben Abteilungen gegliedert:
- Abteilung für Agrarwissenschaften
- Abteilung für Biologie und Biowissenschaften
- Abteilung für Geisteswissenschaften und Künste
- Abteilung für Medizin und Medizinwissenschaften
- Abteilung für Physik, Mathematik und Informatik
- Abteilung für Physik und Ingenieurwissenschaften
- Abteilung für Chemie und Geowissenschaften

## Akademiepräsidenten
- Usewalad Makarawitsch Ihnatouski, 1928 bis 1936
- Pawel Wossipawitsch Horyn (Kaljada), 1931 bis 1936
- Iwan Sacharawitsch Surta, 1936 bis 1937
- Kanstanzin Wassiljewitsch Horau, 1938 bis 1946
- Anton Ramanawitsch Schebrak, 1947
- Mikalaj Iwanawitsch Graschtschankau, 1948 bis 1951
- Wassilij Feafilawitsch Kuprewitsch, 1952 bis 1969
- Mikalaj Aljaksandrawitsch Baryssewitsch, 1969 bis 1987
- Uladsimir Pjatrowitsch Platonau, 1987 bis 1992
- Leanid Michajlawitsch Suschtschennja, 1992 bis 1997
- Aljaksandr Paulawitsch Wajtowitsch, 1997 bis 2000
- Michail Mjasnikowitsch, 2001 bis 2004, seit 2004 Präsident